# Гіпертекстовий протокол керування кавоваркою

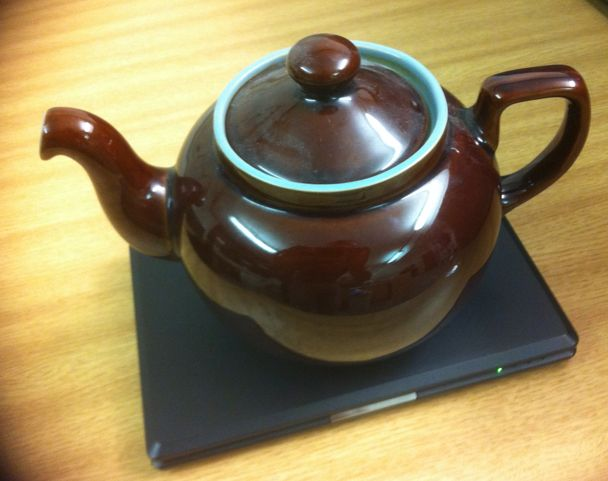
Сервер за адресою http://134.219.188.123/, який реалізовує даний протокол

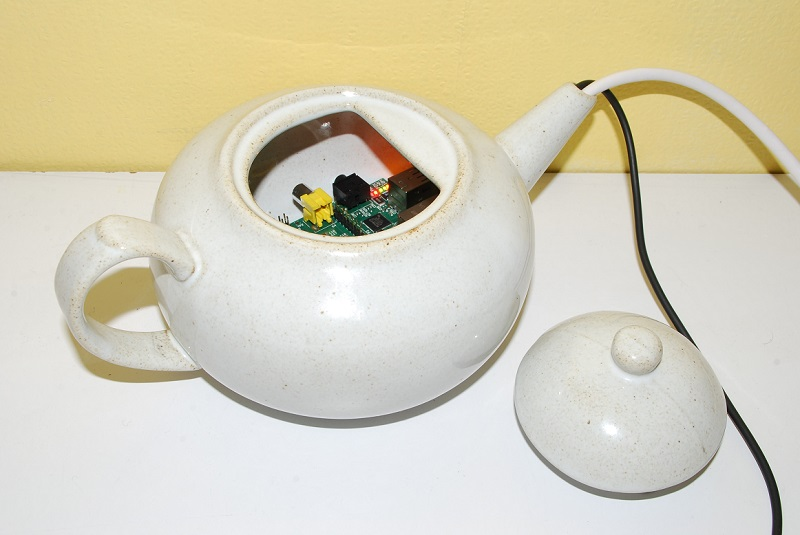
Реалізація протоколу HTCPCP на сайті http://error418.org

Hyper Text Coffee Pot Control Protocol (HTCPCP) — жартівливий протокол для керування, моніторингу та діагностики кавників.
Цей протокол зазначений в стандарті RFC 2324, що був опублікований 1 квітня 1998
, як витівка до Дня Дурнів.
До протоколу був опублікований додаток RFC 7168 на 1 квітня 2014, що описує додаткові положення для реалізації можливості взаємодії з чайниками.

## Команди і відповіді
HTCPCP є доповненням до протоколу HTTP. HTCPCP запити здійснюються за допомогою схеми URI coffee: (або відповідним словом будь-якою іншою мовою з наведених 29 мов у списку) і містить декілька додаткових методів HTTP:
| BREW або POST | Посилає HTCPCP серверу команду варити каву. Для цієї мети не рекомендується використовувати метод POST. Запропоноване нове поле заголовку HTTP запитів «Accept-Additions», яке дозволяє включити додатки такі як: Збита піна, Молоко, Ваніль, Малина, Віскі, Аквавіт та ін. |
| GET           | Робить запит на отримання кави з HTCPCP сервера. |
| PROPFIND      | Дозволяє дізнатися метадані про каву. |
| WHEN          | Повідомляє «коли», HTCPCP сервер перестане лити молоко в каву (якщо воно було застосоване). |

Стандарт визначає також два статус-коди для відповіді:
| 406 Not Acceptable | Сервер HTCPCP не може по якійсь причині надати додаток, який був зазначений в запиті; у відповіді сервер має вказати список наявних на даний момент додатків. RFC зазначає що «на практиці, більшість автоматизованих кавоварок не можуть одночасно забезпечити всі доповнення.» |
| 418 I'm a teapot   | HTCPCP сервер може повернути цей код помилки, при намаганнях приготувати каву за допомогою чайника. HTCPCP сервер повідомляє що він — чайник; Існують демонстрації такої поведінки.                                                                                              |